# Augusto Antonio Vicentini
Augusto Antonio Vicentini (L'Aquila, 16 dicembre 1829 – L'Aquila, 11 settembre 1892) è stato un arcivescovo cattolico italiano.

## Biografia
Nato nel 1829 all'Aquila da Giocondo e Geltrude Centofanti, era fratello di Bonaventura. Fu ordinato sacerdote l'11 marzo 1854. Il 12 maggio 1879 fu nominato da papa Leone XIII vescovo di Conversano, ricevendo la consacrazione episcopale il 22 maggio successivo da Raffaele Monaco La Valletta, cardinale presbitero di Santa Croce in Gerusalemme, insieme ai co-consacranti Giulio Lenti e Placido Maria Schiaffino, nella chiesa dell'Immacolata Concezione a Roma. Il 13 maggio 1881 fu nominato arcivescovo dell'Aquila e rimase in carica fino alla morte, avvenuta nel 1892.

## Genealogia episcopale
La genealogia episcopale è:
- Cardinale Scipione Rebiba
- Cardinale Giulio Antonio Santori
- Cardinale Girolamo Bernerio, O.P.
- Arcivescovo Galeazzo Sanvitale
- Cardinale Ludovico Ludovisi
- Cardinale Luigi Caetani
- Cardinale Ulderico Carpegna
- Cardinale Paluzzo Paluzzi Altieri degli Albertoni
- Papa Benedetto XIII
- Papa Benedetto XIV
- Cardinale Enrico Enriquez
- Arcivescovo Manuel Quintano Bonifaz
- Cardinale Buenaventura Córdoba Espinosa de la Cerda
- Cardinale Giuseppe Maria Doria Pamphilj
- Papa Pio VIII
- Papa Pio IX
- Cardinale Raffaele Monaco La Valletta
- Arcivescovo Augusto Antonio Vicentini